# Knights of the South Bronx
Knights of the South Bronx é um telefilme estadunidense de 2005, do gênero drama, dirigido por Allen Hughes.

## Sinopse
Trata-se da história de um professor que ensina os alunos a serem bem-sucedidos na vida por meio do enxadrismo.

## Elenco
- Ted Danson - Mr. Richard Mason
- Malcolm David Kelley - Jimmy Washington
- Keke Palmer - Kenya Russell
- Clifton Powell - Cokey
- Devon Bostick - Darren
- Brian Markinson - Arnie
- Kate Vernon - esposa de Richard
- Alex Karzis - Kasparov
- Karen LeBlanc - Dolly
- Philip Akin - Assistente principal Hill
- Yves Michel-Beneche - MD Duprais
- Yucini Diaz - Renee
- Antonio Ortiz - Dawson
- Nicholas Carpenter - adversário do Dawson